# (42493) 1991 TG14
1991 تي جي 14 (ويعرف أيضًا باسم (42493) 1991 تي جي 14 وفق تسمية الكوكب الصغير) (بالإنجليزية: 1991 TG14)‏ هو كويكب ضمن حزام الكويكبات؛ وترتيبه 42493 من حيث الاكتشاف.
اكتُشف هذا الجُرم الفلكي بواسطة Charles P. de Saint-Aignan ‏ في 2 أكتوبر 1991.

## وصلات خارجية
- (42493) 1991 TG14 في قاعدة بيانات مختبر الدفع النفاث لأجرام النظام الشمسي الصغيرة

- الاكتشاف · مخطط المدار ·  العناصر المدارية · المعلمات المادية

- (42493) 1991 TG14 على موقع ويكي سكاي: DSS2, SDSS, GALEX, IRAS, Hydrogen α, X-Ray, Astrophoto, Sky Map, Articles and images